# Chambre de commerce et d'industrie de Bolbec - Lillebonne
La chambre de commerce et d'industrie de Bolbec-Lillebonne était l'une des CCI du département de la Seine-Maritime. Son siège était à Bolbec au 16 bis, avenue Foch. Le 1er janvier 2008, elle a fusionné avec la CCI de Fécamp et est devenu la chambre de commerce et d'industrie de Fécamp - Bolbec.
Sa circonscription comprenait les cantons de Bolbec, Lillebonne et Saint-Romain-de-Colbosc.
À ce titre, elle était un organisme chargé de représenter les intérêts des entreprises commerciales, industrielles et de service de sa circonscription et de leur apporter certains services ; c'était un établissement public qui gérait en outre des équipements au profit de ces entreprises.
Comme toutes les CCI, elle est placée sous la double tutelle du ministère de l'Industrie et du ministère des PME, du Commerce et de l'Artisanat.
La chambre fait partie de la chambre régionale de commerce et d'industrie Haute-Normandie.

## Services
- Création d'entreprise
- Accompagnement
- Promotion commerciale
- Promotion industrielle
- Import / Export
- Tourisme

## Formation
- Centre d’étude des langues,
- École du commerce et de la distribution,
- Institut consulaire de formation

## Historique
1886 : Création de la chambre de commerce et d'industrie de Bolbec. Membres élus : MM. Léon Lemaître, Fauquet-Lemaître, Emile Lemaistre, Edmond Forthomme, Georges Lemaître, Debray-Carou, Westphalen-Lemaître, Baillard, J. Passas, A. Lheureux, F. Lebigre et Edmond Legrain.
2008 : Fusion avec la chambre de commerce et d'industrie de Fécamp.

## Pour approfondir